# Demmin

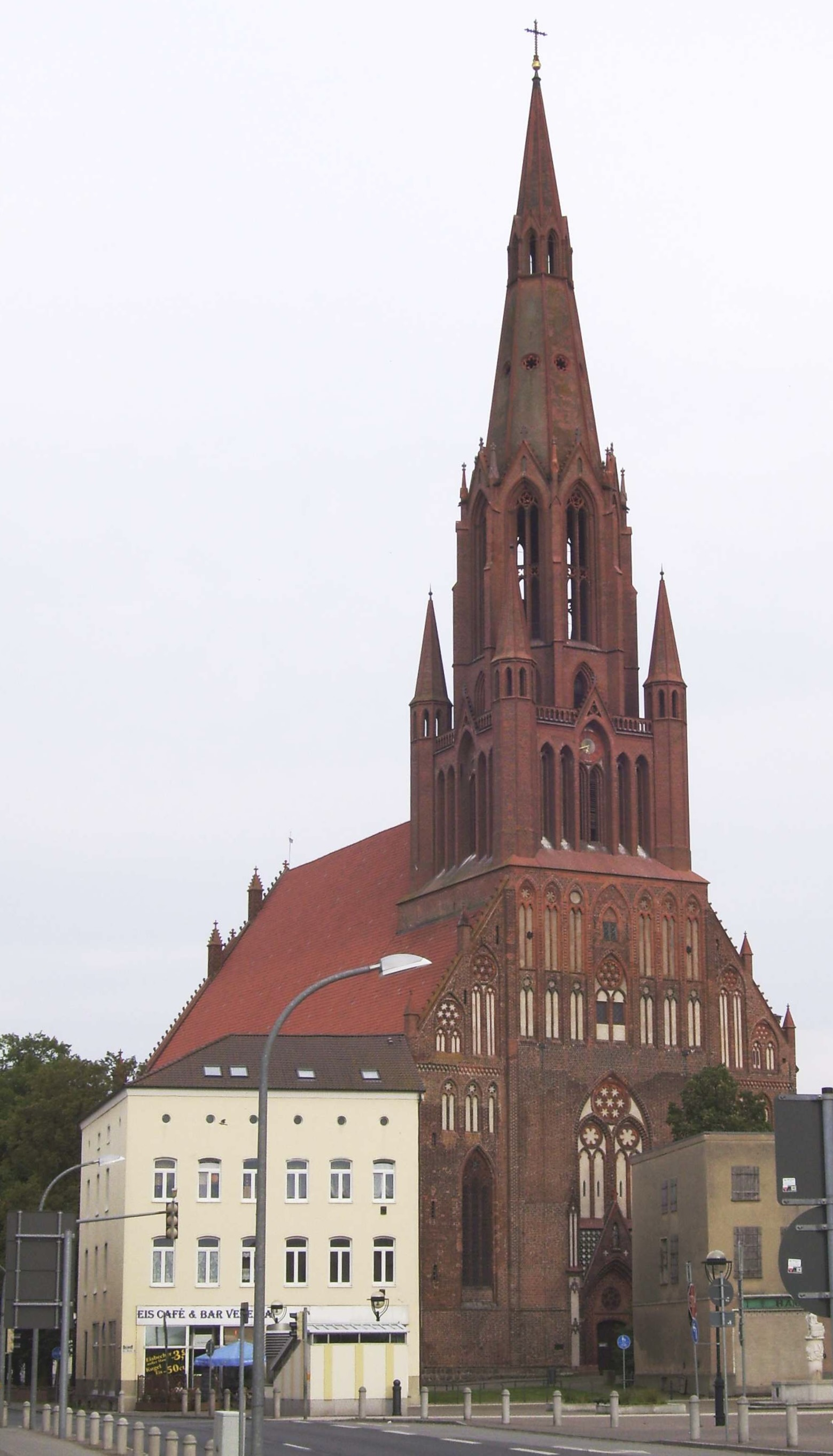
Kościół św. Bartłomieja

Demmin, Hansestadt Demmin – miasto w północno-wschodnich Niemczech, w kraju związkowym Meklemburgia-Pomorze Przednie, w powiecie Mecklenburgische Seenplatte, siedziba Związku Gmin Demmin-Land. Do 3 września 2011 siedziba powiatu Demmin. Leży nad rzekami Peene, Tollense i Trebel.

## Toponimia
Nazwa miasta zapisywana była w źródłach średniowiecznych jako Dimmine (1180), Demin (1236), Demmin (1320). Pochodzi od połabskiego słowa dym, oznaczającego dym, mgłę. Spolszczana jako Dymin, Damin, ew. Tymin.

## Historia
Demmin był jednym z najstarszym grodów słowiańskich na terenach Pomorza Zachodniego. Stanowił ważny węzeł komunikacyjny ziem wieleckich leżąc na przecięciu rzek i dróg. Pierwsze wzmianki pochodzą z X wieku. Jego dogodne położenie nad rzekami dodawało mu walorów obronnych. Wielokrotnie wspominany w źródłach historycznych jako ważny punkt obronny podczas najazdów feudałów niemieckich i Duńczyków. Gród spełniał także rolę fortecy granicznej Pomorza po utworzeniu państwa Meklemburgii.
W XII wieku Demmin stał się jedną ze stolic Pomorza Zachodniego i w latach 1156–1180 oraz 1211–1264 był siedzibą młodszego z braci z dynastii Gryfitów, któremu przypadała zachodnia część księstwa. W dzielnicy ze stolicą w Dyminie panowali Kazimierz I – młodszy brat Bogusława I, Kazimierz II – młodszy brat Bogusława II oraz Warcisław III – syn Kazimierza II.
W XIII wieku Demmin otrzymał prawa miejskie i stał się ośrodkiem rzemieślniczo-handlowym. Miasto było członkiem Związku Hanzeatyckiego, co przyciągało kupców oraz osadników niemieckich. W XIV wieku należało do Księstwa Wołogoskiego, zaś od 1478 roku znalazło się w granicach zjednoczonego księstwa pomorskiego. Demmin ucierpiał podczas wojny trzydziestoletniej. Po pokoju westfalskim w 1648 roku został przyznany Szwecji. Od 1701 należał do Prus.
W 1945 roku około 900 mieszkańców Demmina popełniło zbiorowe samobójstwo na wieść o wkroczeniu Armii Czerwonej.
W latach 1949–1990 miasto znajdowało się w granicach Niemieckiej Republiki Demokratycznej.

## Zabytki
- kościół św. Bartłomieja budowany w stylu gotyckim od 1 ćw. XIV wieku do 1359 r. Kościół został regotyzowany w latach 1826 i 1862–1867, gdy zbudowano nowe zwieńczenie wieży oraz szczyt wschodni.
- kościół św. Marii i Różanego Krzyża
- barokowe domy mieszkalne,
- brama Luisentor
- Czerwona Szkoła.
- na wyspie przy ujściu rzeki Tollense do rzeki Piany znajdują się ruiny średniowiecznego zamku książąt dymińskich, jednej z linii książąt pomorskich.

## Współpraca
Miejscowości partnerskie:
- Dolna Saksonia: Bad Bevensen
- Polska: Bobolice
- Nadrenia Północna-Westfalia: Lünen, Porta Westfalica